# Porto de Vancouver

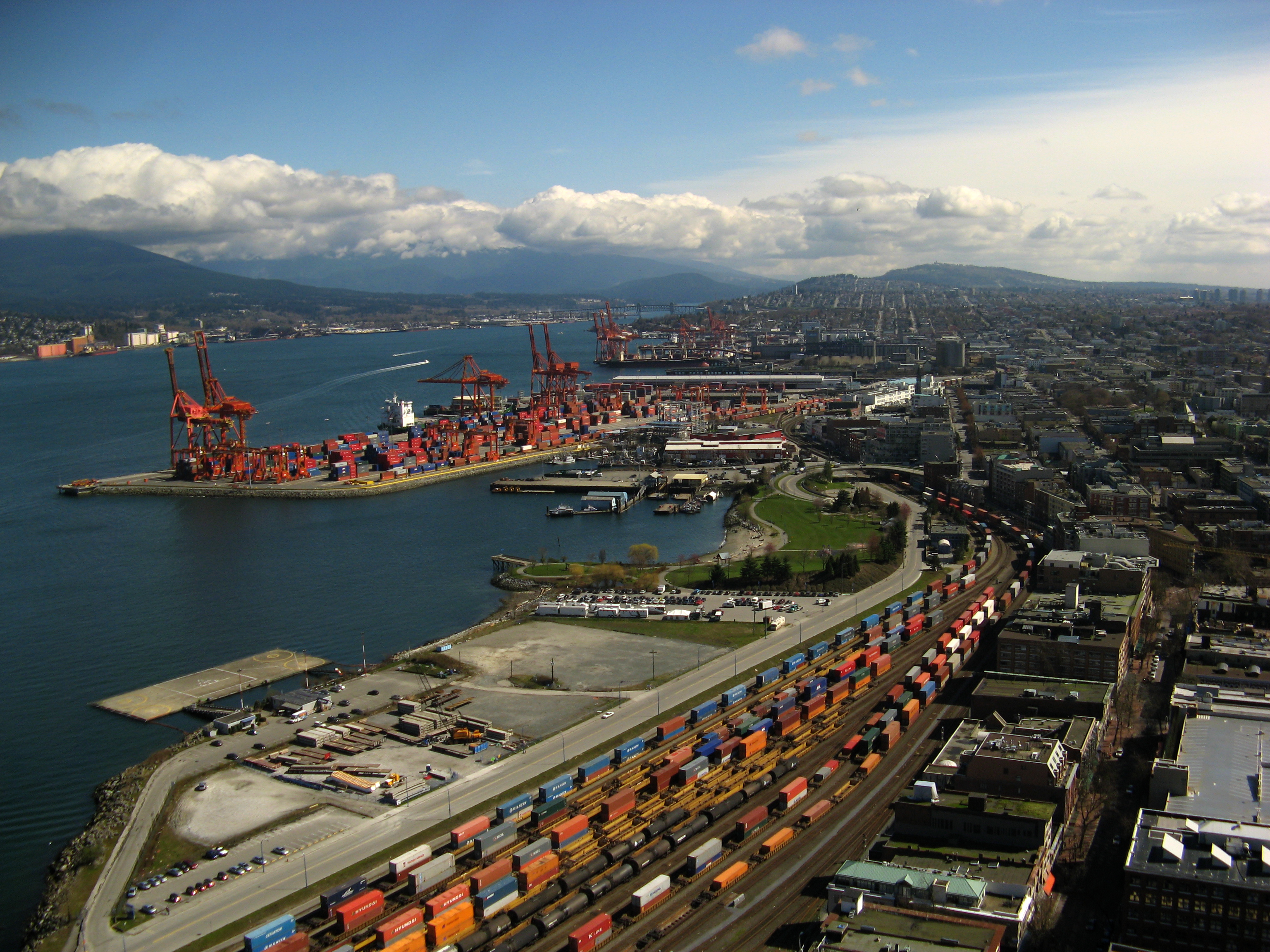
Porto de Vancouver.

O Porto de Vancouver (em inglês:  Port of Vancouver) é o maior porto do Canadá, o maior do Noroeste do Pacífico e o maior porto na costa oeste da América do Norte por toneladas métricas de carga total, com 76,5 milhões de toneladas.
Em termos de tráfego de container medido em unidade equivalente a 20 pés (TEUs), o porto classificou-se em 2006 como o maior porto do Canadá, o maior do noroeste do Pacífico, o quarto maior porto na costa oeste da América do Norte e o quinto maior na América do Norte em geral.
O Porto de Vancouver comercializa US$ 43 bilhões em mercadorias com mais de 90 economias anualmente. A Vancouver Fraser Port Authority é a empresa responsável pela gestão do porto.